# 黄花具脉荆芥
黄花具脉荆芥（学名：Nepeta nervosa var. lutea）为唇形科荆芥属下的一个变种。

## 扩展阅读
- 維基物種上的相關：黄花具脉荆芥